# Aeolesthes aurosignatus
Aeolesthes aurosignatus là một loài bọ cánh cứng trong họ Cerambycidae.